# HIV 백신 개발
HIV 백신은 예방용 백신이나 치료용 백신이 될 수 있다.
백신은 HIV 에 감염되지 않도록 개인을 보호하거나 HIV에 감염된 개인을 치료하는 역할을 한다. 백신은 HIV에 대한 면역 반응을 유도하거나 HIV바이러스에 대항해서 형성된 항체로 구성될 수 있다.
현재 시중에 허가받은 HIV 백신은 아직 없지만, 여러 연구 프로젝트들이 효과적인 백신을 찾기 위해 노력하고 있다. 사람들에게서 관찰된 증거는 백신 개발 가능성이  존재한다는 것을 보여주고 있다. 물론 HIV에 감염된 일부 사람들은 자연적으로 바이러스를 억제하는 광범위한 중화 항체들을 생산하며, 이 사람들은 수십 년 동안 무증상 상태를 유지한다. 잠재적으로 광범위하게 중화되는 항체들이 실험실에서 복제되었고(단일 항체) 예방접종 임상시험에서 시험 되고 있다. 많은 실험에서 효과가 없었다. 단 HIV 백신 치료제인 RV 144는 태국의 일부 사람들에서 HIV를 예방하는 것으로 나타났다. 1981년 이후 에이즈 관련 사망자 수가 3500만 명을 넘어섰기에 HIV백신 찾기가 급해졌다. 2002년에는 아프리카에서 에이즈가 전염병으로 사망하는 첫번째 원인이 됐다.
백신을 대체하는 의학적 치료법이 존재한다. HIV 감염자의 치료를 위해, HAART(highly active antiretroviral therapy)는 HIV 감염자에게 건강 향상, 수명 증가, 빈혈 관리, 자손 과 배우자에게 전염 예방 등 많은 혜택을 제공하는 것으로 입증되었다. HAART가 효과적이기 위해서는 중단 없이 평생 동안 복용해야 하며, HIV 자체를 치료할 수 없다. HIV에 감염되지 않은 개인들이 HIV 감염 예방을 위한 옵션으로는 안전한 성생활(예: 콘돔 사용), 항레트로바이러스 전략(노출 전 예방 및 노출 후 예방) 등이 있다.
백신 접종은 다른 질병들을 퇴치하는 강력한 공중 보건 도구로 증명되었고, HIV 백신은 일반적으로 가장 가능성이 높고 아마도 미래의 HIV 대유행을 중단시킬 수 있는 유일한 방법으로 생각된다. 하지만, HIV는 백신의 도전적인 목표로 남아있다.

## 백신개발의 어려움
- 1984년 미국 국립보건원과 파스퇴르 연구소의 과학자들이 에이즈의 생물학적 요인을 확인한 후, 미국 국립보건원과 파스퇴르 연구소 원장 마거릿 헤클러는 2년 안에 백신을 사용할 수 있을 것이라고 선언했다.[6] 그러나 다른 바이러스에는 성공하는 고전적인 백신 방식인 바이러스성 외피 단백질을 인식해 적응면역을 촉진하는 방법은 HIV에는 효과가 없었다. 많은 요소들이 HIV 백신의 개발을 다른 전형적인 백신들과 다르게 만든다.[7]

- 전통적인 백신은 감염에서 회복된 개인에서 보듯이 재감염에 대한 자연적인 면역력을 모방한다; 회복된 에이즈 환자는 거의 없다[출처 필요]
- 대부분의 백신은 감염으로부터가 아니라 질병으로부터 보호한다; HIV 감염은 에이즈를 유발하기 전에 오랫동안 잠복해 있을 수 있다.
- 대부분의 효과적인 백신은 완전히 죽이거나 살아있는 약해진 유기체들이다. ; 죽은 HIV-1은 항원성을 유지하지 못하더라도 살아있는 레트로바이러스 백신을 사용하는 것은 안전 문제를 야기할 수 있다.

### HIV의 구조

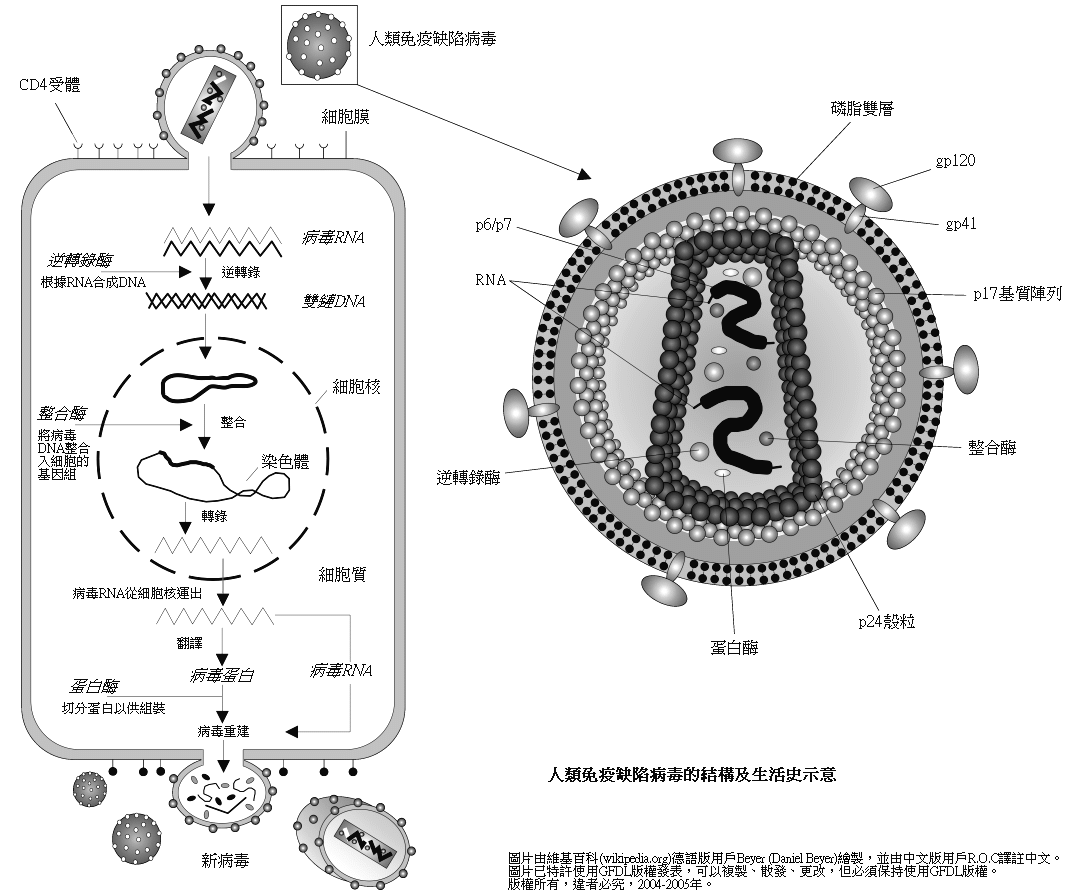
HIV의 복사 주기

바이러스의 외피의 항원결정기(epitopes)들은 다른 많은 바이러스의 상피보다 더 가변적이다. 더욱이 gp120 단백질의 기능적으로 중요한 항원결정기들은 글리코실화, 트리머화, 수용체 매개 구조변화에 의해 가려져 중성화 항체로는 차단하기 어렵다. 이전에 개발된 백신의 비효율성은 주로 두 가지 관련 요인에서 기인한다.
- 첫째, HIV는 변이성이 매우 강한다. 면역체계가 주는 선택적 압력에 빠르게 반응하는 바이러스의 능력 때문에, 바이러스 개체수는 전형적으로 적응성 면역체계의 두 주요 과정인, 즉 체액성(항체 매개)와 세포(T세포에 의해 매개됨) 면역을 피할 수 있도록 진화한다.[8]
- 둘째, HIV는 그 자체로 매우 가변적이다. HIV는 유전적 확산이 높은 수준으로 일어나며 그래서 다양한 아형을 가질 수 있다. 따라서, 어떤 백신이 생성한 면역 반응은 이 가변성을 극복하기 위해서는 효과가 충분히 광범위 할 필요가 있다. 이 능력이 부족한 백신은 효과적이지 못 할 것이다.

신뢰할 수 있는 항체 반응을 자극하는 데 어려움이 있어 세포독성 T세포의 반응을 자극하는 백신을 개발하려는 시도가 이어지고 있다. 또 다른 시도로는 알려진 모든 HIV 변종 중에서 가장 가변성이 낮은 성분을 함유한 단일 펩타이드를 만드는 것이었다.

### 동물 모델

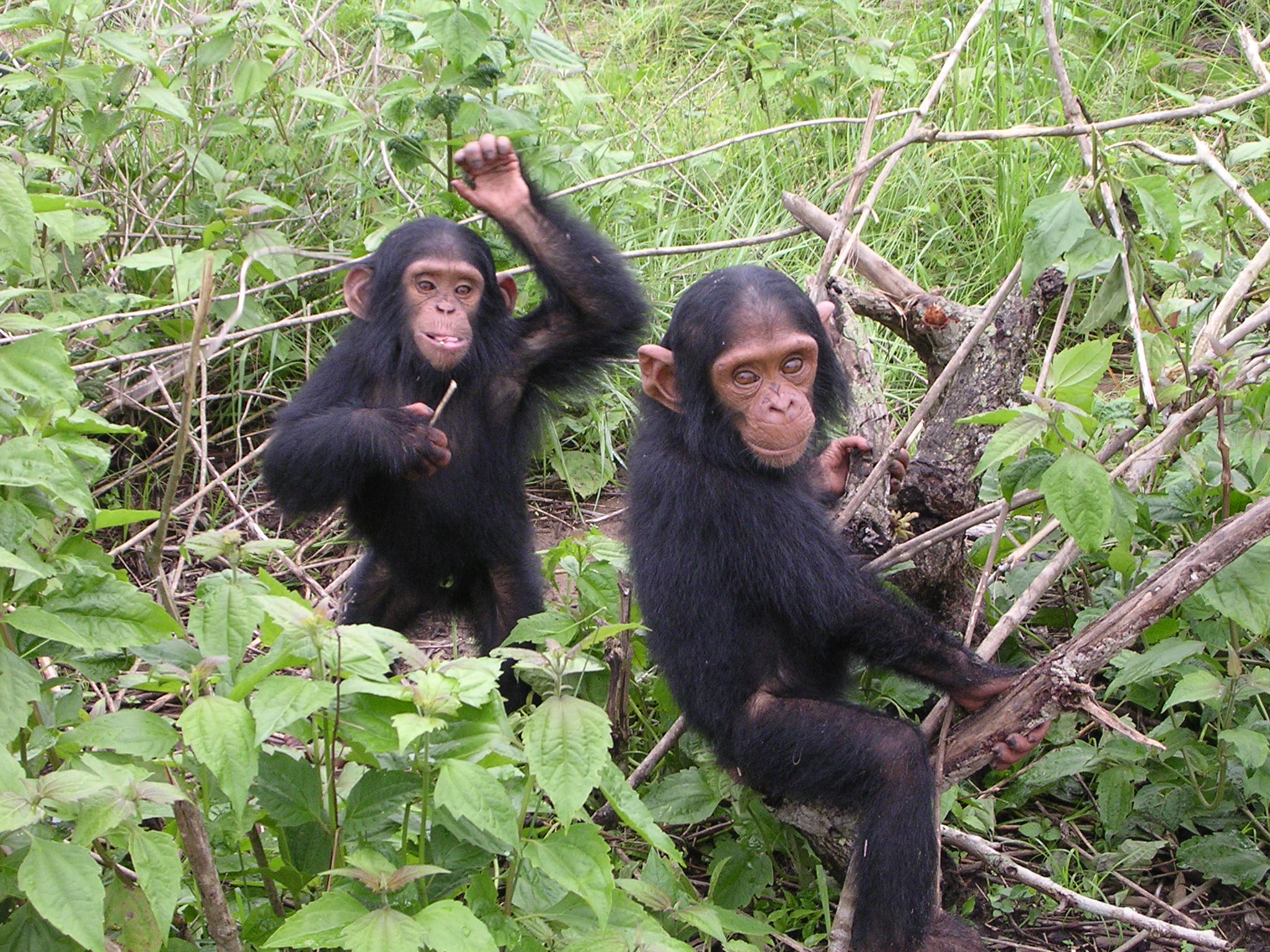
2006-12-09 Chipanzees D Bruyere

백신 연구의 대표적인 동물 모델은 원숭이, 때때로 마카크이다. 원숭이는 연구 목적으로 SIV나 chimeric SHIV에 감염될 수 있다. 그러나 잘 입증된 백신 접종으로 항체를 유도하려는 시도는 이종의 1차 HIV를 중화시키는 항체를 유도하는 데 큰 어려움이 있기에 중단되어 있다. 바이러스 외피에 기반한 일부 백신들은 침팬지나 마카크를 상동의 바이러스의 감염으로부터 보호해 주었지만 임상 실험에서는 유사한 백신을 맞은 사람들은 나중에 HIV-1에 노출된 후 감염되었다.
SIV와 HIV 사이에는 동물 모델로 사용에 있어서 문제를 일으킬 수있는 몇 가지 차이점이 있다. 그래서 동물 모델은 매우 유용 할 수도 있지만 때로는 논쟁의 여지가 있다.
인간의 HIV와 매우 유사한 새로운 동물 모델이 있다. 마우스에서 실행된 일반적인 면역 활성화의 결과로 나타나는 직접적인 CD4+ T세포의 면역활동은 HIV의 행동을 테스트 하기에 새로운 방법을 제시했다.

## 임상 시험
임상시험의 여러단계에 맞는 다양한 백신 투여 후보자들이 있다.

### 제 1 상
백신에 대한 초기접근들은 HIV의 외피 단백질에 초점을 맞추었다. 미국에서는 주로 AIDS Vaccine Evaluation 그룹은을 통해 적어도 13개의 다른 gp120 및 gp160 외피단백질이 후보로 평가되었다. 대부분의 연구에서는 gp41/gp160보다는 gp120에 초점을 맞췄다. 왜냐하면 전자는 일반적으로 생산하기가 더 어렵고 초기에는 gp120 형태에 비해 뚜렷한 이점을 제공하지 않았기 때문이다. 전반적으로 다양한 모집단에서 안전하고 면역력이 높았으며, 거의 100% 백신 투여자들에게서 중화항체를 유도했다. 그러나 CD8+ 세포독성 T세포(CTL)를 거의 유발하지 않았다. 포유류에서 파생된 외피단백질은 효모와 박테리아에서 생성된 후보단백질들보다 중화항체를 더 잘 유도하였다. 비록 예방접종 과정에는 많은 반복적인 "부스터" 주사가 포함되었지만, HIV에 노출되었을 때 HIV를 중화시키는 필요한 수치(역가)만큼의 gp120 항체를 유도하고 유지하는 것은 어려웠다.

여러 재조합 수두 벡터의 사용 가능성은 다른 바이러스 벡터에서도 일반화할 수 있는 것으로 증명될 수 있는 흥미로운 결과를 제공했다. 바이러스 벡터의 양을 증가시킨 것보다 더 많은 유전자/항원결정기를 포함시켜 수두 벡터의 복잡성을 증가시키는 것이 검출 가능한 세포독성T세포(CTL)을 가진 피임상시험자의 비율이 증가했다. 피시험자들의 세포독성 T세포(CTL)은 HIV의 일차로 감염된 말초혈액 단핵세포를 죽일 수 있었으며, 유도된 세포독성 T세포(CTL)이 생물학적 의미를 가질 수 있음을 시사했다. 게다가, 적어도 일부 피시험자들의 세포들은 다른 집단에서 HIV에 감염된 세포들을 죽일 수 있었지만, 피시험자들 사이에서 HIV를 세포독성T세포가 인식의 패턴은 균일하지 않았다. 수두 벡터는 다계통간의 세포독성 T세포(CTL) 반응을 유도한 최초의 후보 HIV 백신이다. 아프리카에서 후보 백신에 대한 1상 시험은 우간다 피시험자들과 함께 1999년 초에 시작되었다. 이 연구는 우간다에 널리 퍼져있는 A, D HIV의 아형에 대항하여 우간다 피시험자들의 세포독성T세포의 수치를 연구했다. 2015년, 두 명의 남아프리카 연구원이 리드한 HVTN 100이라는 1상 시험은 사하라 이남 아프리카에서 흔한 C형 HIV의 gp120 단백질과 수두벡터 ALVAC의 조합으로 MF59 보조제와 함께 투여해 실험했다. 백신을 맞은 사람들은 일찍부터 강한 면역반응을 보였고 백신은 안전했다.
감염되지 않은 사람에게 1상 임상시험까지 진행된 다른 전략들로는 펩타이드, 지질펩타이드, DNA, 감쇠된 살모넬라 벡터, p24 등이 있다. 구체적으로 다음 중 하나를 후보 백신으로 모색되고 있다.
- 광범위한 HIV 1차 감염에 대해 활성된 중화 항체
- 대다수 수혜자의 세포독성 T세포 반응
- 강한 점막 면역 반응[19]

2011년 마드리드 국립생명공학센터의 연구원들은 그들의 새로운 백신인 MVA-B의 임상 1상 데이터를 공개했다. 백신은 건강한 피실험자의 92%에 면역 반응을 유발했다. 2016년에는 전 HIV-1 백신인 SAV001의 1상 인간 임상시험 결과가 발표되었다. 백신에 사용된 HIV는 방사선을 통해 화학적으로나 물리적으로 사멸되었다. 2012년 캐나다에서 시행된 이 시험은 안전한 결과를 보여주었고 HIV-1에 대한 항체를 유도해냈다. 박사에 의하면. 이 백신을 개발한 캐나다 슐리히 의대는 예방접종 후 gp120과 p24에 대한 항체가 각각 8배, 64배로 늘었다고 말했다.

### 제 2 상

#### HIV 예방 백신
- 재조합 아데노바이러스-5 HIV 백신(V520으로 불림)이 Phambili 와 STEP의 제 2b 상 연구에서 테스트되었다. 2004년 12월 13일, 그들은 북미, 남미, 카리브해, 호주에서 3,000명이 참여한 HIV 백신 임상시험인 STEP 연구를 위한 모집을 시작했다.[23] 이 시도는 국립보건원(NIH) 산하 국립알레르기·감염병연구소(NIAID)와 제약사Merck & Co가 공동 출자했다. Merck는 HIV에 감염된 세포를 죽이는 T 세포를 신체에 생산하도록 유도하는 HIV 특이적 세포면역력을 유도하기 위해 V520을 개발했다. 이전의 소규모 실험에서, 이 백신은 참가자들에게 부작용이 없었기 때문에 안전한 것으로 밝혀졌다. 그 백신은 지원자의 절반 이상에게서 HIV에 대한 세포성면역 반응을 유도했다.[24] V520에는 약독화된 아데노바이러스가 들어 있는데, 이는 세 가지 형 HIV 유전자(gag, pol, nef)의 캐리어 역할을 한다. B형 HIV는 연구 장소의 지역에서 가장 보편적인 HIV이고 아데노바이러스는 일반적인 감기와 같은 호흡기 질환의 주요 원인 중 하나이다. 이 백신은 약독화된 아데노바이러스에 포함된 3개의 HIV 유전자를 포함하고 있기 때문에 연구 참가자들은 HIV에 감염되거나 호흡기 감염에 걸릴 위험이 없다.[25]2007년 9월, V520에 대한 백신 접종이 일부 피실험자의 HIV 감염 위험 증가가 관련이 있다고 판단되어 V520에 대한 시험이 중단될 것이라고 발표되었다. 사용된 재조합성 아데노바이러스가 직면한 가장 중요한 문제는 아데노바이러스를 이전에 노출이 된 결과로 아데노바이러스에 대한 특이 항체를 가진 경우가 많다는 것이다. 현재 HIV 백신에 사용되고 있는 아데노바이러스 벡터와 많은 다른 바이러스 벡터는 벡터에 대한 빠른 2차 면역 반응을 유도할 것이다. 그렇기에 삽입된 항원(HIV 항원)에 대해 T세포 반응의 발달을 촉진 시키지 못할 것이다.[26]이러한 시험의 결과로 백신 개발 전략을 재검토를 고려하게 되었다.[27]
- 2016년 5월, HIV Vaccine Trials Network(HVTN)와 HIV Prevention Trials Network(HPTN)의 로렌스 코리와 마이런 코헨은 각각 the global Antibody Mediated Prevention(AMP) 임상시험(HVTN 703 , HVTN 704)을 출시하기 위해 협력하여 HIV 예방을 위한 단일 클론 항체의 첫 번째 단계 2b 임상 시험을 시작했다. 이는 단일 클론 항체 (mAbs)를 통해 CD4를 타겟으로 하는 백신이다.[28]

#### 치료용 HIV 백신
바이오산텍은 HIV의 tat 단백질을 표적으로 하는 Tat Oyi라는 치료용 백신을 개발했다. 프랑스에서는 고활성 항레트로바이러스 요법(Highly Active Antiretroviral Therapy)으로 HIV억제에 도달한 HIV 양성 환자 48명을 대상으로 피내에 Tat Oyi 백신을 맞은 후 항레트로바이러스 치료를 중단하여 이중맹검을 통해 제 1상/제 2상 임상시험에서 테스트하였다.

### 제 3 상

#### HIV 예방용 백신
아직 3단계에 도달할 수 있는 수동면역 예방 HIV 백신은 없지만, 일부 능동면역 예방 HIV 백신 후보자들은 3단계에 진입했다.
- 2003년 2월, 북미에서, VaxGen은 그들의 AIDSVAX B/E 백신은 연구 피실험자 내에서 통계적으로 유의미한 HIV 감염 감소가 없었기 때문에 실패했다고 발표했다.
- AIDSVAX B/E는 태국 RV 144 백신 임상시험에서 ALVAC와 함께 HIV 예방에 부분 효과을 보인 백신이다. AIDSVAX B/E 와 ALVAC 백신은 HIV 외피의 gp120 부분을 타겟으로 했다. 이번 연구에는 HIV 감염이 없는 1만6395명의 참가자가 참여했으며, 이 중 8197명은 태국에 만연한 HIV B형과 E형을 대상으로 한 실험용 백신 2개로 구성된 치료를 받았고, 8198명은 위약을 투여했다. 참가자들은 3년 동안 매 6개월마다 HIV 검사를 받았다. 3년 후, 백신 그룹은 위약 그룹에 비해 HIV 감염률이 약 30% 감소하였다. 그러나 백신을 접종하기 전 이미 HIV에 걸린 7명(위약군 2명, 백신군 5명)을 감안한 결과 26%의 차이를 보였다.[30] HIV의 외피 V2 loop에 대항해 IgG 항체를 생산하게하는 RV 144를 접종하는 시험에서 백신을 접종한 참가자는 그렇지 않은 참가자에 비해 감염될 확률이 43% 낮은 반면에, IgA항체 생성에 있어 항체를 생성하지 않는 사람들보다 54% 높은 감염 위험을 가지는것으로 나타났다.(그러나 위약군보다 높은건 아님) 백신 접종 참가자들로부터 수집된 바이러스는 V2 구역에서 돌연변이를 일으켰다. V2 루프에 대한 IgG 반응을 유발하도록 설계된 백신을 만드는 데 더 많은 연구가 집중될 것으로 예상된다.[31]
- 2020년, 2b-제3상 시험 HVTN 702/"Uhambo"는 ALVAC/gp120/MF59 예방접종이 안전하며, 해를 끼치지는 않았지만 남아공 HIV 예방에 효과가 없다는 것을 발견했다. Uhambo 백신 접종은 2016년 말 시작돼 2020년 초 중단됐다.[32]
- 2020년,Ad26.Mos4.HIV plus와 보조 Clade C gp140 백신은 HVTN 706/"Mosaico"라고 불리는 3상 시험에 들어갔다. 이 요법은 여러 가지 전지구적 HIV 변종에 대해 개발된 아데노바이러스 벡터 백신과 단백질 백신의 조합이다.[33]

#### HIV 치료용 백신
아직까지 3상에 돌입한 치료용 HIV백신은 없다.

## 경제적 문제
2012년 7월 HIV Vaccines & Microbicides 자원 추적 그룹 보고서에 따르면 2011년 HIV 백신 연구에 8억4500만 달러가 투자된 것으로 추산된다.
HIV 백신 개발의 경제적 문제에는 에이즈 백신이 개발된 후 정부와 NGO가 가격을 한계비용까지 낮출 수 있도록 사전예약 또는 시장의 구매 공약의 필요성이 포함된다.

## 가능성 있는 백신들의 분류
이론적으로, 가능한 모든 HIV 백신은 HIV 바이러스 복제 주기를 억제하거나 중단해야 한다. 백신의 연구 타겟은 HIV의 주기 중다음과 같은 단계일 수 있다.
- 1단계. 자유 상태
- 2단계. 부착
- 3단계. 침투
- 4단계. 탈외피
- 5단계. 복제
- 6단계. 조립
- 7단계. 방출

따라서 다음 목록은 HIV 백신에 대한 현재 가능한 접근법들이다.

### 혈액에서 바이러스 필터링(1단계)
- 혈액에서 HIV를 제거하기 위한 생물학적, 화학적 및 물리적 접근법.

### 비리온상태로 잡는 방법 (1~3, 6, 7 단계)
- HIV를 식작용.
- HIV의 화학적 또는 유기적 기반 생포(비리온주위에 추가 막 생성)
- 비리온에 화학적 또는 유기적 부착

### 바이러스 또는 바이러스 구조를 파괴하거나 손상시키는 방법(1~7단계)
여기서 "손상"은 2~7단계 중 하나를 실행 중인 비리온을 억제하거나 정지시키는 것을 의미한다.
- 자연적인 방법:
  - 물리적 방법 (1~7단계)
  - 화학 및 생물학적 방법 (1~7단계)
- HIV 구조 중 타겟을 손상시키는 방법:
  - 도킹 당단백질 gp120 손상(1~3,6,7단계)
  - Transmbrane Glycoprotein gp41 손상(1~3,6,7단계)
  - 비리온의 기질 손상(1~3,6,7단계)
  - 바이러스 캡시드 손상(1~3,6,7단계)
  - 역전사효소 손상(1~7단계) 손상
  - RNA 손상(1~7단계)

## 청사진
G형 간염 바이러스라고도 불리는 GB virus C(GBV-C)에 감염된 HIV 환자가 GBV-C에 감염이 없는 환자보다 오래 생존할 수 있다는 보고가 있었지만 이는 환자들에게 다를 수 있다. GB virus C는 미래의 HIV 백신 개발에 잠재적으로 유용할 것으로 예상된다.
살아있는 감쇠 백신은 소아마비, 로타바이러스, 홍역에 매우 성공적이지만 인체에서 HIV는 사람에게 감쇠백신 테스트는 실시하지 않았다. 감쇠된 바이러스 백신이 살아있는 바이러스로의 돌아가는것을 막는 것이 지금까지 HIV-1 백신의 개발에서 막아야 하는 이론적 안전 문제였다. 그래서 과학자들은 HIV-1 백신을 치명적이지 않은 생백신을 개발하기 위한 새로운 전략을 연구하고 있다. 예를 들면, HIV의 유전자를 변형하여 바이러스의 코돈을 단백질 번역시 비천연 아미노산에 의존하도록 조작하여 복제하도록 만드는 것이다. 이 아미노산은 인체에 이물이기 때문에 바이러스는 번식할 수 없게 된다.

## 같이 보기
- 카보테그라비르
- 코로나19 백신